# Блиново (Алтайский край)
Блиново — упразднённый посёлок в Заринском районе Алтайского края. На момент упразднения входил в состав Заринского сельсовета. Исключен из учётных данных в 1984 году. Фактически включен в состав города Заринск.

## География
Располагался на реке Аламбай вблизи впадения её в реку Чумыш, на расстоянии приблизительно в 2 км (по прямой) к северо-востоку от города Заринск. В настоящее время представляет собой улицу Блиновскую города Заринск.

## История
Основан в 1826 г. В 1928 году деревня Блинова состояла из 97 хозяйств. В административном отношении входила в состав Сорокинского сельсовета Чумышского района Барнаульского округа Сибирского края.
Решением Алтайского краевого исполнительного комитета от 14.08.1984 года № 245 посёлок исключен из учётных данных.

## Население
В 1926 году в деревне проживало 1030 человек (781 мужчина и 249 женщин), основное население — русские.